# 兰高
兰高是奥地利下奥地利州霍恩县的一个市镇。总面积22.21平方公里，总人口725人，人口密度32.6人/平方公里（2005年）。